# توازن شلينك
توازن شلينك هو توازن كيميائي يحدث في محاليل كواشف غرينيار؛ وكذلك في قواعد هوزر
ينسب إلى مكتشفه فيلهلم شلينك، الذي عاش في الفترة ما بين 1879–1943.

## الوصف
يحدث التوازن الكيميائي بين مكافئين من هاليد ألكيل أو أريل المغنيسيوم مع مكافئ من ثنائي ألكيل أو أريل المغنيسيوم، بالإضافة إلى هاليد المغنيسيوم الموافق:
{\displaystyle {\ce {2 RMgX <=> MgX2 + MgR2}}}